# Konstantine Simeonov
Konstantine Arsenievitch Simeonov (en russe : Константин Арсеньевич Симеонов) est un chef d’orchestre soviétique, né le 20 juin 1910 dans le gouvernement de Tver et mort le 3 janvier 1987 à Kiev. Artiste du peuple de l'URSS en 1962, il est récipiendaire de l'Ordre du Drapeau rouge du Travail, de l'Ordre de la Guerre patriotique et de deux Ordres de l'Insigne d'honneur.

## Biographie
Lorsque Konstantine Simeonov atteint l’âge de huit ans, son père l’envoie à Petrograd où il entre à l’Académie chorale (aujourd’hui Chapelle d’État de Saint-Pétersbourg), où il chante au chœur et apprend l’harmonie et l’instrumentation, le piano, le hautbois et le violon. Mikhaïl Klimov, célèbre directeur, qui dirige l’Académie, a son attention attirée par ce jeune musicien talentueux et le nomme son assistant. Simeonov devient directeur de chant jusqu’à 1931, ce qui l’aidera plus tard dans son travail à l’opéra.
Inspiré par la maîtrise d’Alexandre Gaouk, Simeonov entre au Conservatoire de Léningrad, où Gaouk devient son professeur puis est remplacé par Ilia Moussine (après le départ de Gaouk à Moscou). À partir de 1933, il se perfectionne aussi au Théâtre d’opéra et de ballet du Conservatoire, où le célèbre ténor Ivan Ierchov enseigne l’art de la mise en scène.
Le Conservatoire terminé en 1936, Simeonov est envoyé à Petrozavodsk pour y diriger l’Orchestre symphonique de la République de Carélie. En 1938, son ancien professeur Ilia Moussine qui est à cette époque à la tête de l’Orchestre philharmonique de Minsk, l’invite comme assistant.
Au début de la guerre, Simeonov s’engage comme volontaire. Il n’a eu aucune instruction militaire et, peu préparé au poids des années de guerre, il est blessé et fait prisonnier. Au camp de prisonniers de Lamsdorf où il est gardé, Simeonov organise l’ensemble vocal malgré les conditions sévères et survit.
Ancien prisonnier, il ne retrouve pas de travail après la guerre. Cependant, en 1946, Nikolaï Smolitch, directeur du Théâtre d’opéra et de ballet de Kiev, le prend sous sa protection et lui propose le poste du chef d’orchestre de ce théâtre. Simeonov remporte aussi le concours national des chefs d’orchestre cette même année.
De 1949 à 1957, Simeonov est à la tête de l’Orchestre symphonique national d'Ukraine. Les concerts sous la direction de Simeonov contribuent de manière importante au rétablissement de la vie culturelle de la république après la guerre. Sviatoslav Richter, Heinrich Neuhaus, Lev Oborine, David Oïstrakh, Isaac Stern et beaucoup d’autres se sont produits avec cet orchestre. En 1957, Simeonov est chef principal de l’Orchestre symphonique de la radio ukrainienne et en 1961 il devient directeur artistique du Théâtre d’opéra et de ballet de Kiev, où parmi ses spectacles, on note Mazeppa de Piotr Tchaïkovski, Khovantchina de Modeste Moussorgski et Katerina Izmaïlova de Dmitri Chostakovitch. En 1962, il est nommé Artiste du peuple de l'URSS. Il dirige des concerts à la Philharmonie régionale de Donetsk.
En 1964-1965, Simeonov est en tournée à La Scala avec le Théâtre Bolchoï. Son interprétation de La Dame de pique a un succès marqué. Les critiques surnomment Simeonov Le Karajan russe.
Après son retour à Kiev, Simeonov a l’intention de mettre en scène Otello, mais contre toute attente un autre chef est désigné pour ce spectacle. Simeonov démissionne et part pour Léningrad où il devient chef principal du Théâtre Kirov. Sa La Dame de pique est un succès, mais il a aussi dirigé Lohengrin, Sadko est d’autres opéras. On lui décerne le prix national Taras Chevtchenko pour le spectacle Katerina Izmaïlova en 1976.
En 1977, à cause d'intrigues au théâtre[réf. nécessaire], il quitte son poste et revient à Kiev. Il ne monte plus au pupitre et vit ses dix dernières années dans le silence. « À Kiev, on me donne à entendre que je suis étranger et à Léningrad, on me considère kiévien » ― écrit-il.
Il est enterré au cimetière Bolchéokhtinskoïe de Saint-Pétersbourg.